# Raymond-Joseph Loenertz
Raymond-Joseph Loenertz (Luxemburg, 10 de juny del 1900 - París, 31 d'agost del 1976) fou un dominicà i bizantinista luxemburguès.
El 1921 ingressà en l'ordre dels dominicans, adoptant el nom religiós de Raymond Loenertz. El 1922 feu la professió simple i el 1925 la professió perpètua. El 1926 fou ordenat capellà. Entre el 1938 i el 1970 fou col·laborador de l'Institut d'Història de l'Orde Dominicà al Generalat de l'Ordre a Santa Sabina (Roma).
Com a bizantinista, edità les cartes dels teòlegs romans d'Orient Demetri Cidoni i Manuel Calecas. Treballà amb el benedictí Johannes Maria Hoeck a l'abadia d'Ettal i l'abadia de Scheyern, contribuint a dos dels onze volums de Studia Patristica et Byzantina, escrits entre el 1953 i el 1965 sota la direcció de Franz Dölger i Josef Maria Hoeck. Així mateix, sumà esforços amb Antonio Garzya per editar els textos de Procopi de Gaza. Publicà un estudi sobre Nicolau d'Òtranto amb Hoeck. S'interessà per les relacions entre els romans d'Orient i els francs a Grècia. Juntament amb Peter Schreiner, escrigué una història de la nissaga veneciana dels Ghisi.